# Joran Vliegen
Joran Vliegen (* 7. července 1993 Maaseik) je belgický profesionální tenista, deblový specialista. Ve své dosavadní kariéře na okruhu ATP Tour vyhrál osm deblových turnajů včetně Monte-Carlo Masters 2024. Na challengerech ATP a okruhu ITF získal dva tituly ve dvouhře a třicet sedm ve čtyřhře.
Na žebříčku ATP byl ve dvouhře nejvýše klasifikován v srpnu 2016 na 508. místě a ve čtyřhře pak v srpnu 2023 na 17. místě. Trénuje ho Jeff Coetzee. Dříve tuto roli plnil Marco Kroes.
Na grandslamu si zahrál s Norkou Ulrikkou Eikeriovou finále smíšené čtyřhry French Open 2022, v němž prohráli s japonsko-nizozemskou dvojicí Ena Šibaharaová a Wesley Koolhof. S krajanem Sanderem Gillé podlehli ve finále čtyřhry French Open 2023 chorvatsko-americkému páru Ivan Dodig a Austin Krajicek.
V belgickém daviscupovém týmu debutoval v roce 2018 čtvrtfinálem Světové skupiny proti Spojeným státům, v němž prohrál po boku Gillého čtyřhru s párem Ryan Harrison a Jack Sock. Američané zvítězili 4:0 na zápasy. V kvalifikačním kole 2019 proti Brazílii pak se stejným partnerem porazili favorizovanou dvojici Melo a Soares, čímž přispěli k postupu Belgičanů do úvodního ročníku finálového turnaje Davis Cupu. V něm belgický výběr obsadil druhé místo základní skupiny D. Do září 2025 v soutěži nastoupil k šestnácti mezistátním utkáním s bilancí 0–0 ve dvouhře a 9–7 ve čtyřhře.
V letech 2011–2014 vystudoval obchod na East Carolina University v severokarolínském Greenville, kde hrál univerzitní tenis. V roce 2014 byl vyhlášen nejlepším hráčem konference.

## Tenisová kariéra
V rámci událostí okruhu ITF debutoval během června 2013, když v Havré na předměstí Monsu, prošel kvalifikačním sítem. V úvodním kole dvouhry však nestačil na Nizozemce z šesté světové stovky Wesleyho Koolhofa. V havreské čtyřhře se s krajanem Sanderem Gillém probojovali do semifinále. Premiérovou trofej na challengerech si odvezl ze srpnového Strabag Challenger Open 2016 v Trnavě. Ve finále čtyřhry přehrál s Gillém polsko-českou dvojici Tomasz Bednarek a Roman Jebavý. Průnik mezi sto nejlepších deblistů světa zaznamenal 26. února 2018 po čtvrtfinále bergamského challengeru. Na žebříčku ATP se posunul ze 102. na 99. příčku.

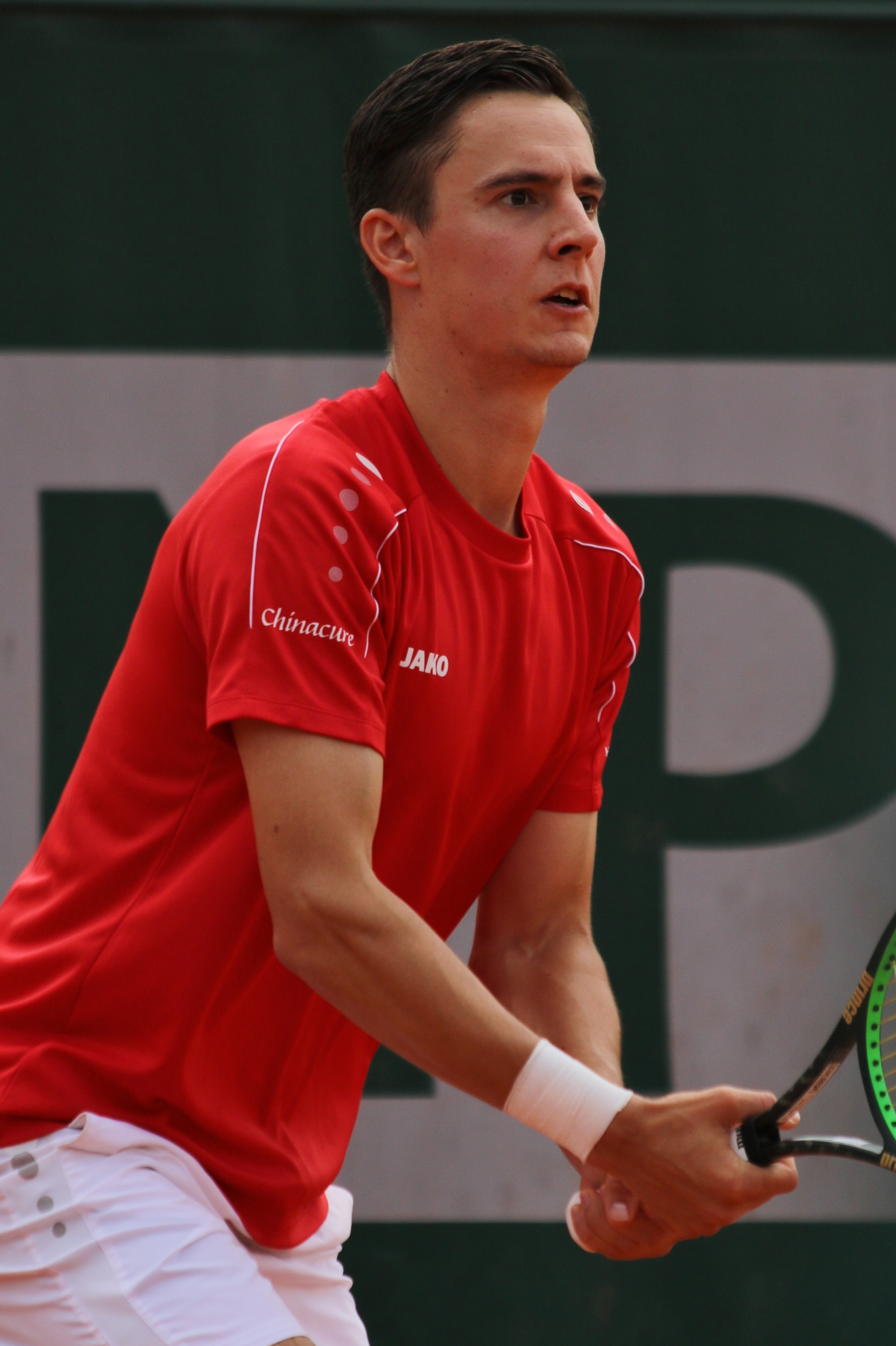
Na French Open 2019

Debut v hlavní soutěži nejvyšší grandslamové kategorie zaznamenal v mužském deblu French Open 2019. Do turnaje nastoupil s Kazachem Michailem Kukuškinem. Po třech výhrách je ve čtvrtfinále vyřadili třetí nasazení Kolumbijci a nastupující světové jedničky Juan Sebastián Cabal s Robertem Farahem. O měsíc později odehrál wimbledonskou čtyřhru se stabilním spoluhráčem Gillém. Ve druhém kole však nenašli recept na brazilsko-indický pár Marcelo Demoliner a Divij Šaran. Na témže majoru prožil také první start ve wimbledonskském mixu po boku Číňanky Čeng Saj-saj. Po zdolání nizozemských turnajových dvojek Rojera se Schuursovou odešli poraženi ve třetí fázi s britským duem Hoyt a Silvaová, hrajícím na divokou kartu.
Do premiérového finále na okruhu ATP Tour postoupil s Gillém v båstadské čtyřhře Swedish Open 2019 po vyřazení turnajových jedniček Jebavého s Middelkoopem. Trofej pak získali výhrou nad třetími nasazenými Argentinci Federicem Delbonisem a Horaciem Zeballosem. Do turnaje zasáhl z pozice padesátého osmého hráče deblového žebříčku. Následující týden si Belgičané odvezli titul ze Swiss Open Gstaad 2019, kde v závěrečném duelu porazili rakousko-slovenské turnajové jedničky Philippa Oswalda s Filipem Poláškem. Ve třetím finále v rozmezí čtrnácti dnů jim na Generali Open Kitzbühel 2019 oplatili týden starou porážku stejní fináloví soupeři Oswald s Poláškem. Třetí sezónní i kariérní tiumf pak přidali na zářijovém Zhuhai Championships 2019 v Ču-chaji. V boji o titul přehráli brazilsko-nizozemskou dvojici Marcelo Demoliner a Matwé Middelkoop po dvou zvládnutých tiebreacích.

## Finále na Grand Slamu

### Mužská čtyřhra: 1 (0–1)
| Stav      | rok  | turnaj      | povrch | spoluhráč    | soupeři ve finále          | výsledek |
| --------- | ---- | ----------- | ------ | ------------ | -------------------------- | -------- |
| Finalista | 2023 | French Open | antuka | Sander Gillé | Ivan Dodig Austin Krajicek | 3–6, 1–6 |

### Smíšená čtyřhra: 2 (0–2)
| Stav      | rok  | turnaj      | povrch | spoluhráčka       | soupeři ve finále              | výsledek            |
| --------- | ---- | ----------- | ------ | ----------------- | ------------------------------ | ------------------- |
| Finalista | 2022 | French Open | antuka | Ulrikke Eikeriová | Ena Šibaharaová Wesley Koolhof | 6–7(5–7), 2–6       |
| Finalista | 2023 | Wimbledon   | tráva  | Sü I-fan          | Mate Pavić Ljudmyla Kičenoková | 4–6, 7–6(11–9), 3–6 |

## Finále na okruhu ATP Tour

### Čtyřhra: 14 (8–6)
| Legenda                     |
| --------------------------- |
| Grand Slam (0–1)            |
| Turnaj mistrů (0)           |
| ATP Tour Masters 1000 (1–0) |
| ATP Tour 500 (0–1)          |
| ATP Tour 250 (7–4)          |

| Stav      | č. | datum             | turnaj                      | kategorie    | povrch    | spoluhráč    | soupeři ve finále                  | výsledek              |
| --------- | -- | ----------------- | --------------------------- | ------------ | --------- | ------------ | ---------------------------------- | --------------------- |
| Vítěz     | 1. | 21. července 2019 | Båstad, Švédsko             | ATP 250      | antuka    | Sander Gillé | Federico Delbonis Horacio Zeballos | 6–7(5–7), 7–5, [10–5] |
| Vítěz     | 2. | 28. července 2019 | Gstaad, Švýcarsko           | ATP 250      | antuka    | Sander Gillé | Philipp Oswald Filip Polášek       | 6–4, 6–3              |
| Finalista | 1. | 4. srpna 2019     | Kitzbühel, Rakousko         | ATP 250      | antuka    | Sander Gillé | Philipp Oswald Filip Polášek       | 4–6, 4–6              |
| Vítěz     | 3. | 29. září 2019     | Ču-chaj, Čína               | ATP 250      | tvrdý     | Sander Gillé | Marcelo Demoliner Matwé Middelkoop | 7–6(7–2), 7–6(7–4)    |
| Vítěz     | 4. | 1. listopadu 2020 | Nur-Sultan, Kazachstán      | ATP 250      | tvrdý (h) | Sander Gillé | Max Purcell Luke Saville           | 7–5, 6–3              |
| Vítěz     | 5. | 28. února 2021    | Singapur, Singapur          | ATP 250      | tvrdý (h) | Sander Gillé | Matthew Ebden John-Patrick Smith   | 6–2, 6–3              |
| Finalista | 2. | 2. května 2021    | Mnichov, Německo            | ATP 250      | antuka    | Sander Gillé | Wesley Koolhof Kevin Krawietz      | 6–4, 4–6, [5–10]      |
| Vítěz     | 6. | leden 2023        | Puné, Indie                 | ATP 250      | tvrdý     | Sander Gillé | Sriram Baladži Džívan Nedunčežijan | 6–4, 6–4              |
| Vítěz     | 7. | duben 2023        | Estoril, Portugalsko        | ATP 250      | antuka    | Sander Gillé | Nikola Ćaćić Miomir Kecmanović     | 6–3, 6–4              |
| Finalista | 3. | 10. června 2023   | French Open, Paříž, Francie | Grand Slam   | antuka    | Sander Gillé | Ivan Dodig Austin Krajicek         | 3–6, 1–6              |
| Finalista | 4. | červenec 2023     | Hamburk, Německo            | ATP 500      | antuka    | Sander Gillé | Tim Pütz Kevin Krawietz            | 6–7(4–7), 3–6         |
| Finalista | 5. | leden 2024        | Hongkong, Čína              | ATP 250      | tvrdý     | Sander Gillé | Marcelo Arévalo Mate Pavić         | 6–7(3–7), 4–6         |
| Vítěz     | 8. | duben 2024        | Monte-Carlo, Monako         | Masters 1000 | antuka    | Sander Gillé | Marcelo Melo Alexander Zverev      | 5–7, 6–3, [10–5]      |
| Finalista | 6. | květen 2025       | Ženeva, Švýcarsko           | ATP 250      | antuka    | Ariel Behar  | Sadio Doumbia Fabien Reboul        | 7–6(7–4), 4–6, [9–11] |

## Tituly na challengerech ATP a okruhu Futures
| Legenda                 |
| ----------------------- |
| Challengery (0 D; 14 Č) |
| Futures (2 D; 23 Č)     |

### Dvouhra (2 tituly)
| Č. | datum      | turnaj              | povrch | poražený finalista | výsledek           |
| -- | ---------- | ------------------- | ------ | ------------------ | ------------------ |
| 1. | srpen 2015 | Middelkerke, Belgie | tvrdý  | Julien Cagnina     | 4–6, 6–3, 7–6(7–2) |
| 2. | srpen 2016 | Huy, Belgie         | antuka | Romain Barbosa     | 6–4, 6–4           |

### Čtyřhra (37 titulů)
| Č.  | datum         | turnaj                        | povrch      | spoluhráč        | poražení finalisté                     | výsledek                    |
| --- | ------------- | ----------------------------- | ----------- | ---------------- | -------------------------------------- | --------------------------- |
| 1.  | červenec 2013 | Heist, Belgie                 | antuka      | Cedric De Zutter | Bobbie De Goeijen Scott Griekspoor     | 7–5, 6–2                    |
| 2.  | srpen 2013    | Eupen, Belgie                 | antuka      | Sander Gillé     | Gustavo Gómez Buyatti Antoine Hoang    | 6–3, 6–3                    |
| 3.  | srpen 2014    | Koksijde, Belgie              | antuka      | Sander Gillé     | Jake Eames David Pérez Sanz            | 3–6, 6–3, [12–10]           |
| 4.  | červen 2015   | Damme, Belgie                 | antuka      | Sander Gillé     | Antoine Hoang Ugo Nastasi              | 6–2, 6–3                    |
| 5.  | červenec 2015 | Duinbergen, Belgie            | antuka      | Sander Gillé     | Julien Cagnina Jonas Merckx            | 6–7(5–7), 6–4, [10–6]       |
| 6.  | srpen 2015    | Koksijde, Belgie              | antuka      | Sander Gillé     | Evan Hoyt Toby Martin                  | 6–2, 6–1                    |
| 7.  | srpen 2015    | Jupille-sur-Meuse, Belgie     | antuka      | Sander Gillé     | Evan Hoyt Toby Martin                  | 6–1, 6–4                    |
| 8.  | srpen 2015    | Ostende, Belgie               | antuka      | Antoine Hoang    | Kevin Benning Jonas Merckx             | 6–2, 7–5                    |
| 9.  | září 2015     | Middelkerke, Belgie           | antuka      | Gonçalo Oliveira | Timon Reichelt George von Massow       | 6–3, 3–6, [10–4]            |
| 10. | říjen 2015    | Oslo, Norsko                  | tvrdý (h)   | Sander Gillé     | Ivan Sabanov Matej Sabanov             | 6–7(4–7), 7–6(7–5), [10–8]  |
| 11. | listopad 2015 | Oslo, Norsko                  | tvrdý (h)   | Sander Gillé     | Ivan Sabanov Matej Sabanov             | 7–6(7–3), 6–1               |
| 12. | leden 2016    | Bressuire, Francie            | tvrdý (h)   | Sander Gillé     | Benjamin Bonzi Grégoire Jacq           | 7–6(7–1), 7–5               |
| 13. | leden 2016    | Veigy-Foncenex, Francie       | koberec (h) | Sander Gillé     | Scott Clayton Richard Gabb             | 6–7(4–7), 7–6(8–6), [10–7]  |
| 14. | březen 2016   | Šarm aš-Šajch, Egypt          | tvrdý       | Sander Gillé     | Tom Schönenberg Matthias Wunner        | 6–3, 7–6(7–2)               |
| 15. | duben 2016    | Buchara, Uzbekistán           | tvrdý       | Sander Gillé     | Jevgenij Jelistratov Vitalij Kozjukov  | 6–4, 6–3                    |
| 16. | květen 2016   | Čerkasy, Ukrajina             | antuka      | Sander Gillé     | Antoine Bellier Vladyslav Manafov      | 6–3, 4–6, [11–9]            |
| 17. | červen 2016   | Havré, Belgie                 | antuka      | Sander Gillé     | Adam Taylor Jason Taylor               | 6–2, 6–4                    |
| 18. | červenec 2016 | Nieuwpoort, Belgie            | antuka      | Sander Gillé     | Stijn Meulemans Laurens Verboven       | 6–2, 6–3                    |
| 19. | červenec 2016 | Knokke, Belgie                | antuka      | Sander Gillé     | Hunter Johnson Yates Johnson           | 6–4, 6–4                    |
| 20. | červenec 2016 | Duinbergen, Belgie            | antuka      | Sander Gillé     | Michael Geerts Jeroen Vanneste         | 6–7(4–7), 6–3, [10–4]       |
| 21. | srpen 2016    | Trnava, Slovensko             | antuka      | Sander Gillé     | Tomasz Bednarek Roman Jebavý           | 6–2, 7–5                    |
| 22. | leden 2017    | Veigy-Foncenex, Francie       | koberec (h) | Julien Dubail    | Antal van der Duim Tim van Terheijden  | 4–6, 6–4, [10–4]            |
| 23. | květen 2017   | Neapol, Itálie                | antuka      | Sander Gillé     | Antal van der Duim Boy Westerhof       | 6–4, 6–2                    |
| 27. | květen 2017   | Bukurešť, Rumunsko            | antuka      | Sander Gillé     | Andrei Ștefan Apostol Nicolae Frunză   | 7–6(7–5), 6–2               |
| 25. | červen 2017   | Lyon, Francoe                 | antuka      | Sander Gillé     | Gero Kretschmer Alexander Satschko     | 6–7(2–7), 7–6(7–2), [14–12] |
| 26. | červen 2017   | Blois, Francie                | antuka      | Sander Gillé     | Máximo González Fabrício Neis          | 3–6, 6–3, [10–7]            |
| 27. | červenec 2017 | Scheveningen, Nizozemsko      | antuka      | Sander Gillé     | Jozef Kovalík Stefanos Tsitsipas       | 6–2, 4–6, [12–10]           |
| 28. | červenec 2017 | Tampere, Finsko               | antuka      | Sander Gillé     | Lucas Gómez Juan Ignacio Londero       | 6–2, 6–7(5–7), [10–3]       |
| 29. | leden 2018    | Rennes, Francie               | tvrdý (h)   | Sander Gillé     | Sander Arends Antonio Šančić           | 6–3, 6–7(1–7), [10–7]       |
| 30. | červenec 2018 | Praha, Česko                  | antuka      | Sander Gillé     | Fernando Romboli David Vega Hernández  | 6–4, 6–2                    |
| 31. | srpen 2018    | Liberec, Česko                | antuka      | Sander Gillé     | Filip Polášek Patrik Rikl              | 6–3, 6–4                    |
| 32. | srpen 2018    | Pullach, Německo              | antuka      | Sander Gillé     | Daniele Bracciali Simone Bolelli       | 6–2, 6–2                    |
| 33. | říjen 2018    | Ortisei, Itálie               | tvrdý (h)   | Sander Gillé     | Purav Radža Antonio Šančić             | 3–6, 6–3, [10–3]            |
| 34. | říjen 2018    | Brest, Francie                | tvrdý (h)   | Sander Gillé     | Leander Paes Miguel Ángel Reyes-Varela | 3–6, 6–4, [10–2]            |
| 35. | listopad 2018 | Mouilleron-le-Captif, Francie | tvrdý (h)   | Sander Gillé     | Romain Arneodo Quentin Halys           | 6–3, 4–6, [10–2]            |
| 36. | červen 2019   | Bratislava, Slovensko         | antuka      | Sander Gillé     | Lukáš Klein Alex Molčan                | 6–2, 7–5                    |
| 37. | září 2022     | Cassis, Francie               | tvrdý       | Michael Geerts   | Romain Arneodo Albano Olivetti         | 6–4, 7–6(8–6)               |